# Paul I. Esterházy de Galantha

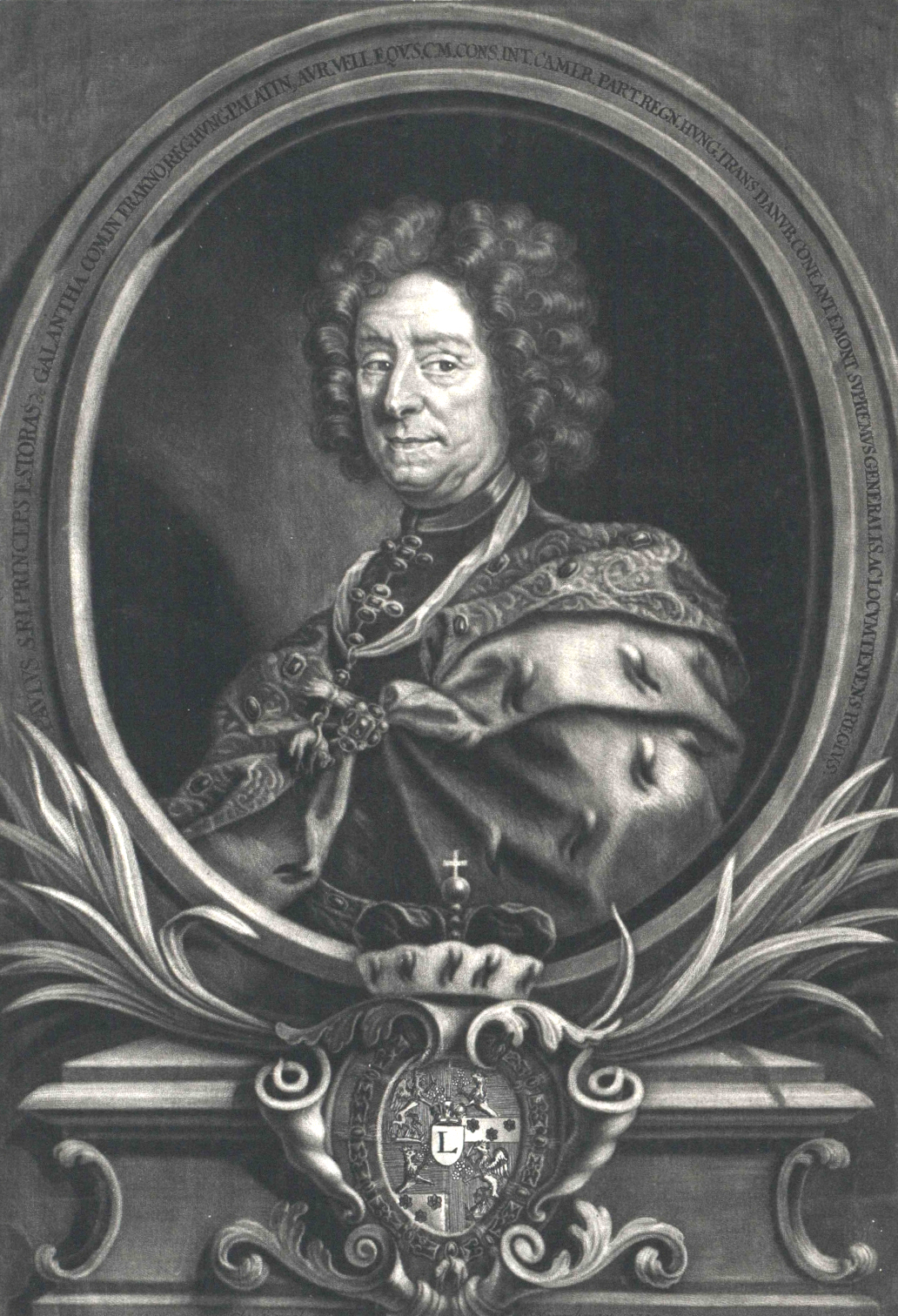
Fürst Paul I. Esterházy de Galántha (1635–1713)

Stammtafel der Fürsten Esterházy

Graf, später Fürst Paul (oder Pal) I. Esterházy de Galantha (* 8. September 1635 in Eisenstadt im Burgenland; † 26. März 1713 ebenda) war kaiserlicher Feldmarschall und erster Fürst der Magnatenfamilie Esterházy.

## Leben
Er war ein Sohn des Grafen Nikolaus Esterházy (* 1582, † 1645) aus dessen zweiter Ehe mit Krisztina Nyáry, der Witwe des Grafen Imre Thurzó. Paul schloss seine eigene erste Ehe mit seiner Nichte Gräfin Ursula Esterházy. Nach deren Tod ehelichte er, obwohl die Esterházys immer kaisertreu waren, in zweiter Ehe Eva Thököly von Kesmark. Deren Familie waren alteingesessene ungarische Magnaten und galten als Gegner der Habsburger. Paul absolvierte sein Studium bei den Jesuiten in Trnava (Tyrnau) und Graz und erbte 1652 das große Vermögen der Familie, nachdem sein älterer Bruder Graf Ladislaus Esterházy (* 1626, † 1652) gegen die Türken im Krieg gefallen war.
Er selbst begann seine Militärkarriere erst ab 1664, wo er den Türken in der Schlacht bei Mogersdorf unter Raimund von Montecuccoli entgegenstand. 1671 nahm er etwa 3.000 Juden auf, die von Kaiser Leopold I. aus Wien vertrieben worden waren. Dies führte zur Gründung der Siebengemeinden im Burgenland. Aufgrund seiner Verdienste in den darauffolgenden Jahren ernannte man Paul zum Feldmarschall und Oberbefehlshaber der Militärgrenze Südungarns. Paul blieb zeitlebens den Habsburgern treu und beteiligte sich deshalb nicht an der Verschwörung des ungarischen Hochadels in den 70er Jahren des 17. Jahrhunderts. Diese Loyalität wurde von den Habsburgern belohnt, die ihn 1681 zum Palatin ernannten. Trotzdem gingen die Türkenkriege nicht spurlos an der Familie Esterházy vorbei, denn durch den Vorstoß der Türken nach Wien wurden zahlreiche Territorien der Familie verwüstet und die Bevölkerung, die dort lebte, teilweise abgeschlachtet.
Paul beteiligte sich an der Rückeroberung Ungarns und wurde dafür vom Kaiser 1687 in den Fürstenstand erhoben. Dieser Titel war zunächst nur „ad personam“, d. h. auf ihn persönlich beschränkt. Ab 1712 durfte auch der älteste Sohn den Fürstentitel führen. Im Jahr 1703 kämpfte er nochmals für die Habsburger in den Kuruzenkriegen mit. Nach seinem Tode 1713 wurde Paul in der von ihm 1705 begründeten Familiengruft im Franziskanerkloster Eisenstadt bestattet. Sein Leichnam liegt zusammen mit dem Josephs I. († 1721) in einer reich gestalteten, rotmarmornen Tumba im Mittelschiff jener neogotischen dreischiffigen Pfeilerhalle, welche 1856 bis 1857 durch Franz Storno in der Gruft errichtet wurde. Auf der Oberseite der Tumba sitzen vier trauernde Putti aus weißem Marmor; ein aus grauem Marmor gearbeitetes Relief in der Mitte des Deckels zeigt in Reliefdarstellungen den Gekreuzigten, die Hl. Maria, die Hl. Maria Magdalena und den Hl. Johannes sowie eine Inschrifttafel in Form einer geöffneten Schriftrolle. Die im Auftrag Pauls eingemeißelte Grabinschrift lautet: „In diesem Grab bestattet liegt Paul Estoras Palatin und Fürst des Reiches. Nachdem er im Frieden und Krieg schwitzte und fror, hat er sich für seinen Leib diese Ruhestätte gewählt, seine sündhafte Seele dem Allmächtigen empfehlend, hofft er, ewig im Reiche Gottes zu leben, mit Hilfe der lieben Gottesmutter Maria, in welche er nach Jesus all seine Hoffnung setzte. Wenn du, Wanderer, Frömmigkeit im Herzen hast, so sage: Gott gebe ihm ewige Ruhe, was dir Gott vergelte.“

## Fideikommiss

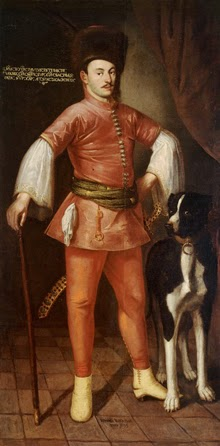
Paul I. Esterházy

Um sein Vermögen zu sichern, begründete er nach habsburgischem Vorbild ein Fideikommiss und regelte seine Nachfolge testamentarisch durch die Gründung zweier Majorate für seine Söhne Michael und Joseph. Da beide Söhne jedoch bald nach ihrem Vater verstarben, wurden die beiden Majorate schon kurze Zeit später wieder vereint.

## Musik
Paul Esterházy spielte selber Cembalo und komponierte. Seine Harmonia Caelestis für Singstimmen und Orchester wurden 1711 in Wien veröffentlicht.